# Villers-Cotterêts
Villers-Cotterêts é uma comuna francesa na região administrativa de Altos da França, no departamento de Aisne. Estende-se por uma área de 41,71 km². Em 2010 a comuna tinha 11 104 habitantes (densidade: 266,2 hab./km²).
O escritor Alexandre Dumas, pai nasceu e cresceu em Villers-Cotterêts.